# Dudek
Dudek (Upupa) je rod hmyzožravých ptáků z řádu zoborožců, jediný rod čeledi dudkovitých. Někdy bývá řazen do zvláštního řádu dudci (Upupiformes). V současnosti žije na Zemi jediný druh dudka, dudek chocholatý (Upupa epops), na Svaté Heleně ale do 16. století žil jeho příbuzný, nelétavý dudek velký (Upupa antaios).
Carl Linné ve svém díle Systema naturae z roku 1758 do rodu Upupa zařadil i další tři druhy ptáků s dlouhým zahnutým zobákem:
- ibis skalní (Upupa eremita, dnes Geronticus eremita)
- kavče červenozobé (Upupa pyrrhocorax, dnes Pyrrhocorax pyrrhocorax)
- Upupa paradisea